# Aghawnadzor (Kotajk)
Aghawnadzor – wieś w Armenii, w prowincji Kotajk. W 2011 roku liczyła 1232 mieszkańców.